# اس‌ام یو-۱۰۳
اس‌ام یو-۱۰۳ (به انگلیسی: SM U-103) یک زیردریایی بود که طول آن ۷۰٫۶۰ متر (۲۳۱٫۶ فوت) بود. این زیردریایی در سال ۱۹۱۷ ساخته شد.